# Cesare Facchinetti
Cesare Facchinetti (17 de setembro de 1608 - 31 de janeiro de 1683) foi um cardeal italiano, Deão do Sagrado Colégio dos Cardeais.

## Biografia
Filho de Ludovico Facchinetti, 2.º marquês de Vianino, senador de Bolonha, o embaixador do regimento da cidade de Bolonha, antes da Santa Sé, e de Violante Correggio, condessa de Coenzo. Ele era o último membro masculino sobrevivente da família. Era sobrinho neto do Papa Inocêncio IX e sobrinho do cardeal Giovanni Antonio Facchinetti de Nuce.
Foi a Roma em 1632. Feito referendário dos Tribunais da Assinatura Apostólica da Justiça e da Graça. Foi nomeado pelo Papa Urbano VIII secretário da Sagrada Congregação dos Bispos e Regulares. Também foi prelado da Sagrada Congregação do Bom Governo e de várias outras congregações romanas. Núncio extraordinário na Espanha para negociar uma liga dos príncipes cristãos contra os turcos, em 12 de maio de 1639.
Eleito arcebispo-titular de Damieta, em 5 de setembro de 1639, foi consagrado em 9 de outubro, no convento de Princesa Doña Juana, Descalzas Reales, Madri, por Diego Castejón Fonseca, ex-bispo de Lugo, o governador da arquidiocese de Toledo, assistido por Timoteo Pérez Vargas, ex-bispo de Ispaã, e por Juan Alfonso Ocón, bispo de Yucatán. Núncio apostólico na Espanha, em 6 de setembro. É nomeado Secretário da Sagrada Congregação dos Bispos e Regulares, em 1642. Transferido para a Sé de Senigália, mantendo a denominação de arcebispo-titular de Damieta, em 18 de maio de 1643.
Foi criado cardeal no consistório de 13 de julho de 1643 pelo Papa Urbano VIII, recebendo o barrete cardinalício e o título de Cardeal-presbítero de Santos Quatro Coroados em 31 de agosto. Foi transferido para a Sé de Espoleto, mantendo a denominação de arcebispo-titular de Damieta, em 2 de agosto de 1655.
Em 24 de agosto de 1671, opta pelo título de São Lourenço em Lucina e torna-se o cardeal-protopresbítero.
Passa para a ordem dos cardeais-bispos, recebendo a Sé Suburbicária de Palestrina. Em 6 de fevereiro de 1679, passa a Sé Suburbicária de Porto e Santa Rufina, tornando-se também vice-decano do Sacro Colégio dos Cardeais.
Em 10 de dezembro de 1679, passa a ser o deão do Sacro Colégio dos Cardeais, passando a ser o titular da Sé Suburbicária de Ostia-Velletri, após a morte do cardeal Francesco Barberini, sênior.
Faleceu em 30 de janeiro de 1683, em decorrência de cálculo renal em Roma. Sepultado na capela de Santa Teresa, na igreja de Santa Maria della Scala, em Roma.

## Conclaves
- Conclave de 1644 – participou da eleição do Papa Inocêncio X.
- Conclave de 1655 – participou da eleição do Papa Alexandre VII.
- Conclave de 1667 – participou da eleição do Papa Clemente IX.
- Conclave de 1669-1670 – participou da eleição do Papa Clemente X.
- Conclave de 1676 - participou da eleição do Papa Inocêncio XI